# Tischeria admirabilis
Tischeria admirabilis är en fjärilsart som beskrevs av Braun 1925. Tischeria admirabilis ingår i släktet Tischeria och familjen luggmalar. Inga underarter finns listade i Catalogue of Life.